# Agrilus margotanae
Agrilus margotanae é uma espécie de inseto do género Agrilus, família Buprestidae, ordem Coleoptera.
Foi descrita cientificamente por Novak, 2001.